# Ernst Happel
Ernst Franz Hermann Happel (29. listopad 1925, Vídeň – 14. listopad 1992, Innsbruck) byl rakouský fotbalista a fotbalový trenér. Hrával na pozici obránce.

## Fotbalová kariéra
S rakouskou reprezentací získal bronzovou medaili na mistrovství světa roku 1954 a hrál i na šampionátu roku 1958. Celkem za národní tým odehrál 51 utkání, v nichž dal 5 branek. S Rapidem Vídeň se stal šestkrát rakouským mistrem (1946, 1948, 1951, 1952, 1954, 1957) a jednou získal rakouský pohár (1946).

## Úspěšný trenér
Ještě větších úspěchů však dosáhl jako trenér. Vedl nizozemskou reprezentaci na mistrovství světa roku 1978, kde Oranjes skončili na druhém místě. Dvakrát vyhrál Pohár mistrů evropských zemí, jednou s Feyenoordem Rotterdam (1969–70), jednou s Hamburgerem SV (1982/83), Bruggy dovedl v sezóně 1977/78 do finále tohoto poháru. Je jedním z pěti trenérů, kterým se podařilo vyhrát Pohár mistrů evropských zemí se dvěma různými kluby (dalšími jsou k roku 2014 Carlo Ancelotti, Ottmar Hitzfeld, José Mourinho a Jupp Heynckes). S Feyenoordem po zisku evropské trofeje vyhrál i Interkontinentální pohár. Bruggy a Hamburger navíc přivedl i do finále Poháru UEFA (1975/76, 1981/82). Jako trenér se stal mistrem Nizozemska, třikrát mistrem Belgie, dvakrát mistrem Německa a dvakrát mistrem Rakouska – opět jen tři další trenéři dokázali vyhrát nejvyšší soutěž ve čtyřech zemích (Jose Mourinho, Giovanni Trapattoni, Tomislav Ivić).

## Uctění památky
Stadión Rapidu Vídeň v Prátru dnes nese jeho jméno: Ernst-Happel-Stadion.